# Charles Platt (escritor)
Charles Platt (Londres, Inglaterra, 1945) es un escritor que cuenta con 41 obras escritas entre ficción y no ficción. Destacan sus obras Silicon Man y Protektor en ficción y sus artículos sobre criogénia y tecnología en computación. Cambió su residencia en Inglaterra y su nacionalidad en 1970 por la estadounidense. Tiene una hija llamada Rosie Fox.

## Ficción
El libro Silicon Man ha sido alabado por autores como William Gibson calificándolo de "plausible reproducción del cyberspacio". Ha sido, a su vez, nominado para el premio Hugo y ganador del Locust por Dream Makers I (1980) y Dream Makers II (1983), que analizan las distintas figuras de escritores notables de ciencia ficción.

## No ficción
Desde 1980 a 1987 Platt entrevistó a escritores de ciencia ficción como Philip K. Dick (El hombre en el Castillo), J.G. Ballard (Crash), Frank Herbert (Dune), Isaac Asimov (Fundación), Kurt Vonnegut (Matadero 5) o Ray Bradbury (Crónicas Marcianas).
Platt ha escrito también durante la tercera época de la revista Wired siendo en la actualidad uno de sus escritores más veteranos. Ha escrito cinco libros sobre computadoras y programación. Sus ensayos han llegado a ser publicados en The Washington Post y Los Angeles Times.
- Datos: Q930619